# Фурухаси, Кадзухиро
Кадзухиро Фурухаси (яп. 古橋 一浩 Фурухаси Кадзухиро, 9 июня 1960, г. Хамамацу, преф. Сидзуока) — японский режиссёр-постановщик аниме и художник-мультипликатор. Фурухаси является значительной фигурой аниме-индустрии: среди его работ — вся аниме-версия Rurouni Kenshin (как телесериал, так и его OVA-продолжения), сериалы You're Under Arrest, GetBackers, Hunter x Hunter, «Шевалье д’Эон» и Real Drive.

## Карьера
Фурухаси начал карьеру как аниматор в компании Studio Deen. Первой его работой была экранизация манги Румико Такахаси Urusei Yatsura. Впоследствии он стал режиссёром и снял множество аниме-фильмов и сериалов для Studio Deen. Фурухаси имеет репутацию хорошего режиссёра и особенно известен реалистичным изображением персонажей и тщательным построением сюжетов своих работ. Он нередко работал вместе с такими аниматорами, как Норио Мацумото, Ацуко Накадзима и Хирофуми Судзуки.

## Работы
| - «Urusei Yatsura» (1981—1986; режиссёр мультипликации) - «Nanako SOS» (1983; аниматор ключевых кадров) - «Maison Ikkoku» (1986—1988; аниматор ключевых кадров) - «F» (1988; аниматор ключевых кадров) - «Ranma 1/2» (1989; постановка отдельных серий, раскадровка) - «Super Zugan» (1994; анимация конечной заставки) - «Fatal Fury: Legend of the Hungry Wolf» (1992; постановка отдельных серий, раскадровка) - «Fatal Fury 2: The New Battle» (1993; режиссёр) - «Kuma no Puutarou» (1995—1996; раскадровка) - «Rurouni Kenshin» (1996—1998; режиссёр) - «Ah! Megamisama! Chicchaitte Koto Benri Dane» (1998—1999; раскадровка) - «Hunter x Hunter» (1999—2001; режиссёр) - «GetBackers: Dakkan’ya» (2002—2003; постановка, раскадровка) - «Gunslinger Girl» (2004; раскадровка для 12-й серии) - «Genshiken» (2004; раскадровка для серий 2 и 4) - «Maria-sama ga Miteru» (2004; раскадровка) - «Maria-sama ga Miteru ~Haru~» (2004; раскадровка) - «Kyo Kara Maoh!» (2004; анимация ключевых кадров для 2-й серии) - «Zipang» (2004—2005; сценарий, постановка) - «Ginga Legend Weed» (2005; раскадровка для 5-й серии) - «Noein» (2005—2006; сценарий 12-й серии) - «Bincho-tan» (2006; сценарий, постановка) - «Le Chevalier D'Eon» (2006—2007; сценарий, постановка) - «Mononoke» (2007; сценарий) - «Darker than Black» (2007, раскадровка 2-й открывающей заставки) - «Higurashi no Naku Koro ni Kai» (2007; раскадровка 13-й серии) - «Real Drive» (2008; сценарий, постановка) - «Amatsuki» (2008; сценарий, постановка) - «Kimi ni Todoke» (2009; раскадровка для 6-й серии) | - «Locke the Superman» (1989; сценарий) - «Ranma 1/2: Nettou Utagassen» (1990; постановка) - «Ranma 1/2: Kessen Tougenkyou! Hanayome wo Torimodose!!» (1992; постановка) - «You're Under Arrest!» (1994—1995; сценарий, постановка) - «Rurouni Kenshin: Tsuioku Hen» (1999; постановка) - «Reinou Tantei Miko» (2000; сценарий, постановка) - «Rurouni Kenshin: Seisou Hen» (2001; постановка) - «Mobile Suit Gundam Unicorn» (2009; постановка) - «Rurouni Kenshin: Shin Kyoto Hen» (2011; постановка) - Tales of Rebirth (2004; сценарий и постановка открывающего ролика) - Tales of the Abyss (2005; сценарий и постановка открывающего ролика) |